# João Canijo
João Altavilla Canijo es un director de cine portugués nacido en Oporto en 1957. Ha colaborado con directores como  Manoel de Oliveira, Wim Wenders, Alain Tanner o Werner Schroeter. 
Su cine se caracteriza por utilizar recursos cinematográficos como el plano secuencia, movimientos de cámara y la división del plano, narrando dos acciones paralelas. Sus referentes en el cine son Hou Hsiao-Hsien y John Cassavetes.

## Filmografía
- Três Menos Eu (1988)
- Filha da Mãe (1989)
- Alentejo Sem Lei (1990)
- Sapatos Pretos (1998)
- Ganhar a Vida (2000)
- Noite Escura (2004)
- Mal Nascida (2007)
- Fantasia lusitana (2010)
- Trabalho de actriz, trabalho de actor (2011)
- Sangre do meu sangue (2011)
- Obrigação (2012)
- É o Amor (2013)
- Um Dia de Cada Vez (2015)
- Fátima (2017)
- Diário das Beiras (2017)
- Fojos (2020)
- Mal vivir (2023)
- Vivir mal (2023)

## Premios y distinciones
Festival Internacional de Cine de San Sebastián
| Año  | Categoría                                   | Película             | Resultado |
| ---- | ------------------------------------------- | -------------------- | --------- |
| 2011 | Premio TVE - Otra Mirada - Mención especial | Sangue do meu sangue | Ganador   |
| 2011 | Premio FIPRESCI                             | Sangue do meu sangue | Ganador   |